# 奈吉爾·甘迺迪

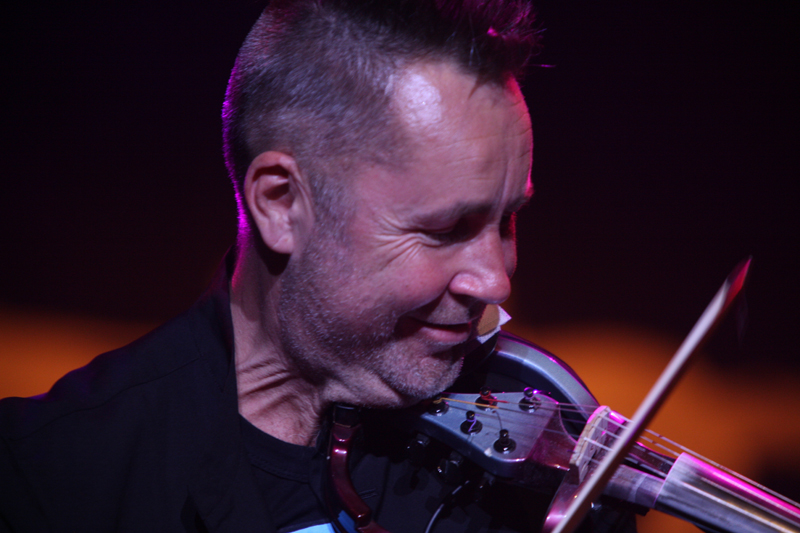
奈吉尔·肯尼迪，2010年

奈吉爾·甘迺迪（Nigel Kennedy，1956年12月28日—），英國布萊頓人，是個打扮像龐克族的小提琴怪傑。
他驚世駭俗的造型和作風引起不少議論，但是其超絕的小提琴技巧卻又令人無言以對。凭借一首被英国人誉为“小提琴版杜普蕾“的艾尔加协奏曲，他成为最伟大的器乐天才。最重要的是，他是金氏世界紀錄所记录的史上專輯最暢銷的古典音樂家。早年在Yehudi Menuhin School學琴，後入美國朱利亞音樂學院學習，成為小提琴教母狄蕾的入室弟子。他在1985年首次錄製艾爾加的小提琴協奏曲，就獲得留聲機唱片大獎的「年度最佳唱片」，而《四季》專輯更讓他事業攀登巔峰。可是，在1992年，甘迺迪卻因身心俱疲選擇告別樂壇。1997年四月，甘迺迪於倫敦宣布復出，頓時成為樂壇大事。
甘迺迪不僅著力於古典音樂的完美展現，更將觸角伸及至各個音樂領域。例如，他也是著名的爵士樂手。
1997年EMI公司发行了由甘迺迪担任独奏，英国室内乐团担任协奏的维瓦尔第《四季》。要知道在当时《四季》的优秀版本已经相当之多，要将如此普及的作品演奏出特色来绝非易事，但是甘迺迪非但让自己的《四季》变得个性十足，而且还创出了100万张的销售奇迹，这个纪录甚至被载入了金氏世界纪录大全，可见这张唱片的非同凡响之处。甘迺迪赋予了维瓦尔蒂这部传统巴洛克作品以全新的内涵，夸张的造型、犀利而强烈的音色、高超而华丽的技巧，甚至在演奏中加入了“朋克”风格，都让这个版本的《四季》显得特别与众不同。